# Natanael Batista Pimienta
Natanael Batista Pimienta (* 25. prosince 1990, Cuiabá, Brazílie) známý také pouze jako Natanael je brazilský fotbalový obránce, od roku 2015 hráč bulharského klubu Ludogorec Razgrad.
Prošel angažmá v Brazílii a Bulharsku.

## Klubová kariéra
- Cuiabá Esporte Clube 2011–2013
- Clube Atlético Paranaense 2013–2015
- Ludogorec Razgrad 2015–[2]